# Sosthène de la Rochefoucauld
Sosthène de la Rochefoucauld (ur. 20 czerwca 1897 roku, zm. 20 października 1970 roku) – francuski kierowca wyścigowy.

## Kariera
W swojej karierze wyścigowej Rochefoucauld poświęcił się startom w wyścigach samochodów sportowych. W latach 1923, 1928 Francuz pojawiał się w stawce 24-godzinnego wyścigu Le Mans. W pierwszym sezonie startów odniósł zwycięstwo w klasie 1.5, a w klasyfikacji generalnej uplasował się na dziesiątej pozycji. Pięć lat później nie zdołał osiągnąć linii mety.